# Batalla de Saint-Colombin (1794)
La batalla de Saint-Colombin o batalla de Pont-James va tenir lloc el 10 de febrer de 1794 durant la Revolta de La Vendée. Acaba amb la victòria dels republicans.

## Preludi
El 6 de febrer de 1794, les forces de la Vendée de Charette i Sapinaud van capturar la petita ciutat de Legé i la van evacuar gairebé immediatament. Tres dies després, van ser denunciats a Saint-Philbert-de-Grand-Lieu. Charette i Sapinaud planegen llavors atacar la ciutat de Machecoul.
Tanmateix, des del 4 de febrer, els segueix la columna del general republicà Duquesnoy. Va arribar a Legé el febrer del 93 i l'endemà, els va anar a trobar prop de Saint-Colombin.

## Forces presents
El nombre de forces presents és poc conegut. En el seu informe, el general Duquesnoy estima el nombre de combatents de Vendée en 4.000. Ducasse, el comandant republicà colpejat a Legé quatre dies abans, tanmateix només havia estimat el nombre de Vendéens en 900, entre ells un centenar de genets. Els historiadors Lionel Dumarcet i Yves Gras esmenten 3.000 homes.
En el bàndol republicà, el general Duquesnoy va escriure en el seu informe que havia contractat set dels seus batallons en l'acció. Yves Gras informa de 4.000 homes.

## Procés
Els republicans van llançar l'atac des de la localitat de La Limouzinière. Els Vendéens també surten de Saint-Philbert-de-Grand-Lieu. La trobada va tenir lloc a les dues de la tarda, a un quart de llegua de Pont-de-Noyers, també anomenat Pont-James, prop de la població de Saint-Colombin.
Un petit riu separa els dos campaments. Al flanc esquerre republicà, els fusellers s'entregaven en combat amb l'avantguarda de Vendée en travessar el riu. L'inici de l'enfrontament va ser favorable als reialistes que van fer retrocedir els patriotes. A les seves memòries, el líder de Vendée, Pierre-Suzanne Lucas de La Championnière escriu que «tres vegades els republicans van ser aixafats, tres vegades ens van fer retrocedir al seu torn». En el seu informe, Duquenoy reconeix que al principi els bandolers van resistir i fins i tot van avançar.
| «                                                        | Vam anar a Saint-Philbert amb l'esperança d'atacar aviat Machecoul, però ens vam veure obligats a marxar l'endemà per trobar-nos amb una columna que estava incendiant la ciutat de Limouzinière i tots els voltants. Ens vam unir a l'enemic prop de Saint-Colombin; un petit riu ens separava i no hi havia pont per creuar-lo; vam tenir la imprudència d'atacar abans que l'exèrcit hagués passat completament i això és el que va provocar la nostra pèrdua; tres vegades els republicans van ser aixafats, tres vegades ens van fer retrocedir al seu torn. Un destacament conduït hàbilment darrere nostre va decidir l'assumpte. El nostre vol va ser precipitat; A cada pas trobàvem els cossos de dones i nens que acabaven de ser massacrats, i a la localitat de Limouzinière n'hem comptat un centenar amb els degolls: la necessitat de marxar sobre nosaltres en va salvar alguns. Afortunadament, abans de la baralla, havíem amagat els nostres canons i la nostra pólvora es carregava als cavalls. Robrie el jove estava envoltat de sis dracs que el van exhortar a rendir-se, es va enganxar a un i va ser prou feliç per colpejar-lo amb un sabre al cap; un excel·lent cavall que anava a cavall el va portar per una rasa molt alta, els seus enemics no el podien seguir; ens va arribar sense ferides. Vam dormir al poble de La Grole i vam estar a Saligny l'endemà. Allà el senyor Sapineau i tot el seu seguici es van separar de nosaltres, no sé per quin motiu. Hi havia hagut una baralla entre els seus soldats i els nostres a Saint-Philbert. Els oficials gairebé no estaven en millors termes. El senyor de Launay, les opinions del qual eren molt ambicioses, va ser potser una de les principals causes del malentès.» | » |
| — Memòries de Pierre-Suzanne Lucas de La Championnière., | |   |

Duquesnoy posa set batallons en ordre de batalla, després supera la càrrega. Tres batallons de la Vendée amb cinc banderes van sortir aleshores d'un bosc i van fer el seu torn a la batalla, «sense tanmateix estar molt alineats» segons Duquesnoy. Els dos camps es van disparar durant gairebé una hora.
Els republicans van acabar trencant les línies de la Vendée, que es van desfer. Segons Duquesnoy, "tothom va llençar els esclops i va fugir precipitadament al bosc".
Els Vendeans van aprofitar la nit per fugir de la persecució dels republicans3. A les seves memòries, Lucas de La Championnière, escriu: "El nostre vol va ser precipitat; A cada pas trobàvem els cossos de dones i nens que acabaven de ser massacrats, i a la localitat de Limouzinière n'hem comptat un centenar amb la gola tallada: la necessitat de marxar sobre nosaltres en va salvar alguns". Els fugitius es van retirar cap al sud-est i es van incorporar a La Grole, prop de la població de Rocheservière, on van passar la nit.
Segons l'historiador Lionel Dumarcet, certs punts del relat de Lucas de La Championnière, però, semblen incoherents: "És impossible que els reialistes es retirin o siguin retrocedits a La Limouzinière, ja que d'aquí provenien els blaus. També és difícil d'entendre per què els Vendéans van amagar els seus canons abans de la lluita!" La mala coordinació de l'atac, mentre que els blancs, segons Lucas de La Championnière, van ser advertits de l'arribada dels blaus, i la mala tria del terreny mostra una vegada més la molt pobra habilitat de maniobra de Charette.

## Perdues
Les pèrdues en combat no es coneixen amb precisió. En el seu reportatge a Turreau, {Nota 2}, escrit el mateix vespre de la batalla, Duquesnoy va escriure que 800 Vendéans "mosseguen la pols". El 16 de febrer escrivia en un nou informe: "Per a la marxa de les diferents columnes, ordeneu matar-ho i cremar-ho tot. Per la meva banda, calculo que vaig destruir 3.000 homes, és a dir, 2.000 presos desarmats i 1.000 morts en l'afer Pont-James".
| «                                                                                            | Finalment, general, em vaig trobar amb el famós exèrcit de Charette, avui, a un quart de llegua de Pont-des-Noyers, a la carretera principal de Nantes i a la meva esquerra; els meus escaramuzadors van fer foc molt fort amb la seva avantguarda, a les dues de la tarda. De seguida vaig anar al lloc on va tenir lloc la baralla. Quan van arribar els meus batallons, els vaig posar en fila i el foc era molt intens per ambdós costats. Al principi els bandolers van resistir i fins i tot van avançar. Quan set dels meus batallons estaven al camp de batalla, vam vèncer la càrrega. L'enemic, per la seva banda, va treure tres nous batallons d'un bosc que el sostenia. Aleshores vam veure clarament cinc banderes blanques i almenys quatre mil homes que es van posar a la batalla, sense tanmateix estar molt alineats. El rodatge es va fer més intens i va començar una baralla que va durar una bona hora. Les nostres tropes, indignades en veure els bandolers que els resistien, van carregar amb intrepidesa. Res no va poder resistir més els republicans, van empènyer els bandolers per totes bandes; després tothom va llençar els sabots i va fugir precipitadament al bosc. Uns vuit-cents van mossegar la pols i ja no sabíem de quin costat existien. La nit ens va aturar, vaig reunir la meva divisió, i com que ja no tenia ni pa ni cartutxos, em vaig veure obligat a fer bivac a la carretera principal, on espero les vostres ordres. Vaig escriure a Nantes per demanar pa i cartutxos; Esperaré aquests objectes importants, sense els quals no puc anar més lluny. No et puc dir per on van fugir els bandolers, estaven dividits per totes bandes; demà faré descobriments. | » |
| — Informe del general Florent Duquesnoy, 10 de febrer a Pont-des-Noyers, al general Turreau. | |   |

Pel costat republicà, el general en cap Louis-Marie Turreau va escriure al Comitè de Seguretat Pública el 13 de febrer que un centenar de soldats ferits a Saint-Colombin havien estat enviats a Nantes.
L'historiador Lionel Dumarcet dona un balanç de 100 morts o ferits per als republicans i 400 per als Vendéans.
El 2n batalló de voluntaris de París tenia 4 homes morts, 3 desapareguts i 1 ferit.

## Conseqüències
Duquesnoy no va perseguir els Vendéans per manca de pa i cartutxos. Va acampar a Pont-James, on va rebre l'ordre de Turreau d'anar a Doué. Va entrar en aquesta ciutat el 15 de febrer, on Turreau li va enviar el mateix dia la instrucció d'anar a Rennes, abans de donar-li una contraordre. En la seva carta del 16 de febrer, Duquesnoy advertia a Turreau:
| «            | Tot el que queda avui al cor de la Vendée s'aixeca contra la República. Aquesta població, no tenint altra perspectiva que la fam i la mort, es defensarà durant molt de temps al país que ocupa, evitant contínuament uns exèrcits forts, que triomfarà sempre en un país embotit que coneix perfectament" | » |
| — Duquesnoy, | |   |

L'endemà de la batalla, els Vendéans van anar a Saligny. Aleshores, una disputa va enfrontar Charette amb Sapinaud, els homes del qual es van queixar de no haver rebut pólvora malgrat la seva participació a la batalla de Legé. Bertrand Poirier de Beauvais, emissari de l'exèrcit d'Anjou, va arribar en aquest moment amb una proposta d'aliança proposada per Stofflet3,17. Va intentar, sense èxit, reconciliar els dos generals. Sapinaud se separa de Charette i torna al seu país amb les seves tropes. Poirier de Beauvais, però, va obtenir de Charette la promesa d'una reunió amb Stofflet i Sapinaud a Montaigu, en una data indeterminada.